# NGC 247
NGC 247 je galaksija u zviježđu Kit.

## Vanjske poveznice
- SEDS: NGC 0247